# Jan Nielubowicz

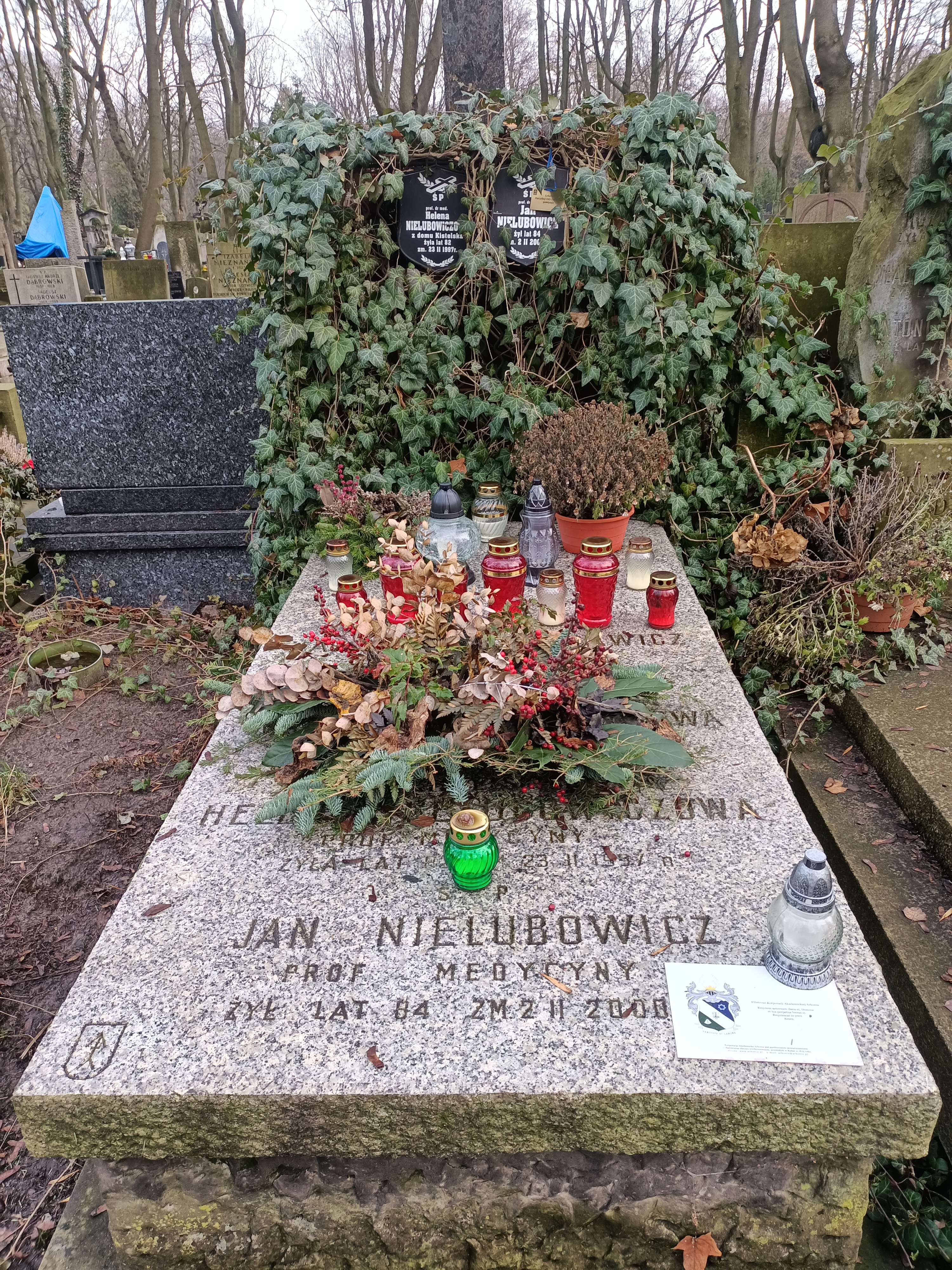
Grób Jana Nielubowicza na cmentarzu Powązkowskim w Warszawie

Jan Nielubowicz (ur. 28 października 1915 w Warszawie, zm. 2 lutego 2000 tamże) – polski lekarz, profesor zwyczajny dr hab. członek rzeczywisty Polskiej Akademii Nauk, współtwórca transplantologii w Polsce, rektor Akademii Medycznej w Warszawie.

## Życiorys
Pochodził z rodziny lekarskiej. Jego ojciec, dr Kazimierz Nielubowicz, był chirurgiem i urologiem w Szpitalu Dzieciątka Jezus w Warszawie. Jego dziadek, dr Władysław Nielubowicz, był chirurgiem i dyrektorem szpitala w Krzemieńczuku na Ukrainie.
Uczęszczał do Państwowego Gimnazjum im. Stefana Batorego w Warszawie. W 1929 zmarł ojciec Jana, zaś jego matka, Wanda Nielubowiczowa, zdecydowała się przenieść do Wilna. W Wilnie w 1933 ukończył Państwowe Gimnazjum im. Adama Mickiewicza i rozpoczął studia na Uniwersytecie Stefana Batorego. W 1936 powrócił do Warszawy i kontynuował studia na Wydziale Lekarskim Uniwersytetu Warszawskiego, w czasie których został przyjęty do Korporacji Akademickiej Arkonia. Dyplom lekarza uzyskał 3 marca 1939. Po wybuchu wojny znalazł się na terytorium zajętym przez ZSRR. W 1940 na polecenie litewskich i radzieckich władz okupacyjnych rozpoczął praktykę lekarską w Wilnie i Kownie. Od 1943 był ordynatorem, jedynym lekarzem małego szpitala w Wołożynie.
W 1945 ponownie powrócił do Warszawy i rozpoczął pracę w Klinice Chirurgicznej w Szpitalu Dzieciątka Jezus w Warszawie, tej samej, w której pracował kiedyś jego ojciec. W klinice tej pracował na różnych stanowiskach do roku 1975, kiedy to Klinika została podzielona i przeniesiona do nowo budowanego Szpitala przy ul. Banacha. W tym szpitalu pracował do 1986 roku, w którym to przeszedł na emeryturę. W 1959 został kierownikiem I Kliniki Chirurgicznej Akademii Medycznej w Warszawie. W latach 1974–1986 był dyrektorem Instytutu Chirurgii A.M. Klinikę Chirurgiczną w Szpitalu Dzieciątka Jezus (wtedy Państwowy Szpital Kliniczny nr 1) reaktywował uczeń profesora Nielubowicza Wojciech Rowiński w roku 1980.
W 1947 obronił pracę doktorską: Ropowice żołądka i jelit. Stopień doktora habilitowanego uzyskał w 1952 na podstawie pracy Badania nad powstawaniem ostrego żółtego zaniku (ostrej martwicy) wątroby pod wpływem przedostawania się lub wprowadzenia do przewodu żółciowego wspólnego soku trzustkowego lub pankreatyny. Tytuł profesora nadzwyczajnego chirurgii otrzymał 27 kwietnia 1962, a profesora zwyczajnego 1 lipca 1970. W 1958 dzięki Fundacji Rockefellera odbył roczny staż w Klinice Chirurgicznej Uniwersytetu Harvarda w Bostonie w USA dzięki czemu miał możliwość lepszego zapoznania się z osiągnięciami chirurgicznymi na świecie. Po powrocie z Bostonu stworzył szkołę nowoczesnej chirurgii opartej na badaniach naukowych. Był twórcą lub reformatorem wielu dziedzin chirurgii polskiej, m.in. w 1966 doprowadził do pierwszego udanego zabiegu przeszczepu nerki w Polsce.
Od 1957 równolegle z pracą w Akademii Medycznej był kierownikiem Zakładu Chirurgii Doświadczalnej PAN. Od 1969 był członkiem korespondentem PAN, zaś od 1983 członkiem rzeczywistym PAN.
Od 1 października 1981 do 30 września 1986 przez dwie kadencje był rektorem Akademii Medycznej w Warszawie.
Był przewodniczącym Okręgowego Sądu Lekarskiego w Warszawie w I i II kadencji działania tego sądu.
Był członkiem 14 zagranicznych towarzystw naukowych, w tym członkiem honorowym Brytyjskiego i Amerykańskiego Towarzystwa Chirurgów. Od sześciu polskich uczelni medycznych otrzymał tytuł doktora honoris causa.  W 1979 otrzymał Krzyż Komandorski z Gwiazdą Orderu Odrodzenia Polski.  W 1997 otrzymał od Papieża Komandorię z Gwiazdą Orderu Św. Sylwestra Papieża, a w 1990 Krzyż Wielki Orderu Odrodzenia Polski.
W latach 1986–1990 był członkiem Prymasowskiej Rady Społecznej II kadencji.
Poślubił neurolożkę Helenę Kistelską, ich syn Wojciech został chirurgiem.
Pochowany na cmentarzu Powązkowskim w Warszawie (kwatera 215-2-24).

## Film
W filmie Bogowie nakręconym w 2014 roku przez Łukasza Palkowskiego w postać Jana Nielubowicza wcielił się Marian Opania.

## Upamiętnienie
Imię Jana Nielubowicza nosi Okręgowa Izba Lekarska w Warszawie.